# 出雲國神仏霊場
出雲國神仏霊場（いずものくにしんぶつれいじょう）とは、島根県東部（一部鳥取県西部も含む）の20の神社と寺院で結成された出雲の国「社寺縁座の会」が主宰する神社、仏閣の霊場巡礼である。

## 概要
2005年に日本で初めての神仏和合の霊場巡礼として立ち上げられた。出雲大社を起点として宍道湖、中海を一周する巡拝ルートを取っている。順番は特に指定されていない。
出雲の国「社寺縁座の会」の事務局は一畑寺の境内にある。

## 歴史
- 2004年12月7日: 出雲の国「社寺縁座の会」が発足。
- 2005年4月23日: 霊場開きと、初の世界平和祈願祭が執り行われる。

## 霊場一覧
| 番号     | 山号   | 社寺名              | 主祭神・本尊                                                              | 社格・宗派                 | 所在地                                          | 特記事項             |
| -------- | ------ | ------------------- | ------------------------------------------------------------------------- | -------------------------- | ----------------------------------------------- | -------------------- |
| 第一番   |        | 出雲大社            | 大国主大神                                                                | 名神大社 官幣大社 別表神社 | 出雲市大社町杵築東195                           | 出雲国一宮           |
| 第二番   | 浮浪山 | 一乗院 鰐淵寺       | 千手観世音菩薩（北院） 薬師如来（南院）                                   | 天台宗                     | 出雲市別所町148                                 |                      |
| 第三番   | 医王山 | 一畑寺              | 薬師瑠璃光如来                                                            | 臨済宗妙心寺派             | 出雲市小境町803                                 | 一畑薬師教団総本山   |
| 第四番   |        | 佐太神社            | 佐太大神（正中殿） 天照大神（北殿） 素盞嗚尊（南殿）                      | 式内社 国幣小社 別表神社   | 松江市鹿島町佐陀宮内73                          | 出雲国二宮           |
| 第五番   |        | 月照寺              | 阿弥陀如来                                                                | 浄土宗                     | 松江市外中原町179                               | 松江藩主松平家廟所   |
| 第六番   |        | 賣布神社            | 速秋津比賣神                                                              | 式内社 県社                | 松江市和多見町81                                |                      |
| 第七番   | 龍翔山 | 華蔵寺              | 釈迦牟尼佛 枕木薬師如来                                                   | 臨済宗南禅寺派             | 松江市枕木町205                                 |                      |
| 第八番   |        | 美保神社            | 三穂津姫命 事代主神                                                       | 式内社 国幣中社 別表神社   | 松江市美保関町美保関608                         | 事代主系えびす総本社 |
| 第九番   |        | 大神山神社          | 大穴牟遅神（本社） 大己貴命（奥宮）                                       | 式内社 国幣小社 別表神社   | 米子市尾高1025（本社） 西伯郡大山町大山（奥宮） | 伯耆国二宮           |
| 第十番   | 角磐山 | 大山寺              | 地蔵菩薩（大智明大権現）                                                  | 天台宗                     | 西伯郡大山町大山9                               | 天台宗別格本山       |
| 第十一番 | 瑞光山 | 清水寺              | 十一面観世音菩薩                                                          | 天台宗                     | 安来市清水町528                                 |                      |
| 第十二番 | 瑞塔山 | 雲樹寺              | 南無拈華微笑佛 聖観世音菩薩                                               | 臨済宗妙心寺派             | 安来市清井町281                                 |                      |
| 第十三番 |        | 平濱八幡宮 武内神社 | 応神天皇（平濱八幡宮） 仲哀天皇（同） 神功皇后（同） 武内宿禰（武内神社） | 県社 別表神社              | 松江市八幡町303                                 |                      |
| 第十四番 |        | 八重垣神社          | 素盞嗚尊 稲田姫命                                                         | 式内社 県社 別表神社       | 松江市佐草町227                                 |                      |
| 第十五番 |        | 熊野大社            | 神祖熊野大神櫛御気野命                                                    | 名神大社 国幣大社 別表神社 | 松江市八雲町熊野2451                            | 出雲国一宮           |
| 第十六番 |        | 須我神社            | 須佐之男命 稲田比売命 清之湯山主三名狭漏彦八島野命                        | 県社                       | 雲南市大東町須賀260                             |                      |
| 第十七番 | 中嶺山 | 峯寺                | 大日如来 聖観世音菩薩                                                     | 真言宗御室派               | 雲南市三刀屋町給下1381                          |                      |
| 第十八番 |        | 須佐神社            | 須佐之男命                                                                | 式内社 国幣小社 別表神社   | 出雲市佐田町須佐730                             |                      |
| 第十九番 |        | 長浜神社            | 八束水臣津野命                                                            | 県社                       | 出雲市西園町上長浜4258                          |                      |
| 第二十番 |        | 日御碕神社          | 天照大御神（日沈宮） 神素盞嗚尊（神の宮）                                 | 式内社 国幣小社 別表神社   | 出雲市大社町日御碕455                           |                      |

## 授与品
各社寺で授与される朱印には護縁珠と呼ばれる木製の珠が付属する。御朱印には各社寺の縁起にちなんだ漢字一文字が大書きされている。御朱印を収める巡拝帳や護縁珠を結ぶ紐も販売されている。
20社寺をすべて巡拝した者には有料で「満願之証」が授与される。これは鍔淵寺、大山寺、大神山神社では取り扱っていない。

## 世界平和祈願祭
年に1度各社寺の持ち回りで合同祭事である世界平和祈願祭が執り行われる。祭事当日（年によっては前日も）に付随して様々な行事が行われる。
- 2005年4月23日: 出雲大社
- 2006年4月23日: 清水寺
- 2007年10月7日: 美保神社
- 2008年4月12日 - 13日: 須我神社と峯寺
- 2009年5月24日: 大神山神社と大山寺（予定）

## イメージソング
- 『あなたにもいい旅を』（ふじろう、2009年制定）